# كرات اللحم

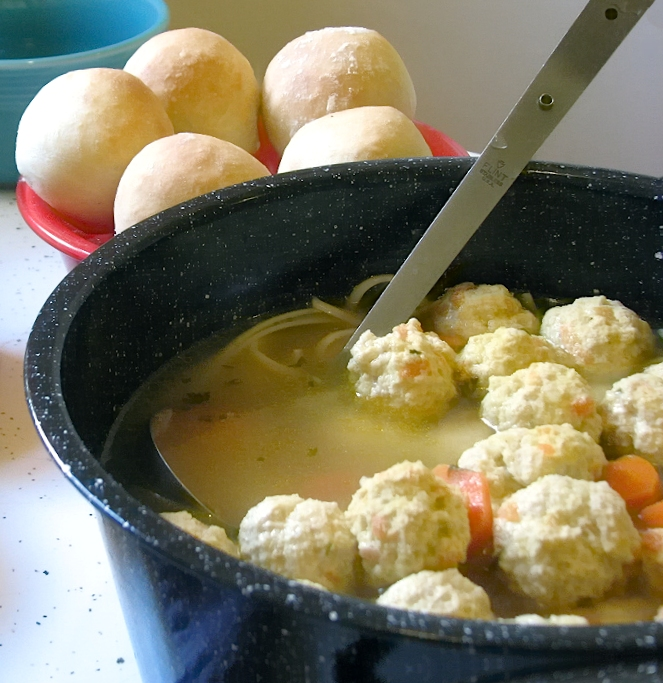
شوربة الزفاف، شوربة ألمانية تقليدية مع كرات اللحم

كرات اللحم (وتسمى في تونس كعابر اللحم) هي لحم مقطع أو مفروم، مدور في كرة صغيرة، في بعض الأحيان يكون مع مكونات أخرى كالبقسماط، بصل مفروم، بيض، زبدة و توابل.
تطبخ كرات اللحم بالقلي، تخبيز، على البخار، أو تشوى في صلصة.
هنالك العديد من الأنواع من كرات اللحم تستخدم عدة لحوم و بهارات. المصطح في بعض الأحيان يتوسع ليشمل النسخ التي لاتحتوي على لحوم والتي تكون متكونه من سمك وخضار.

## معرض صور

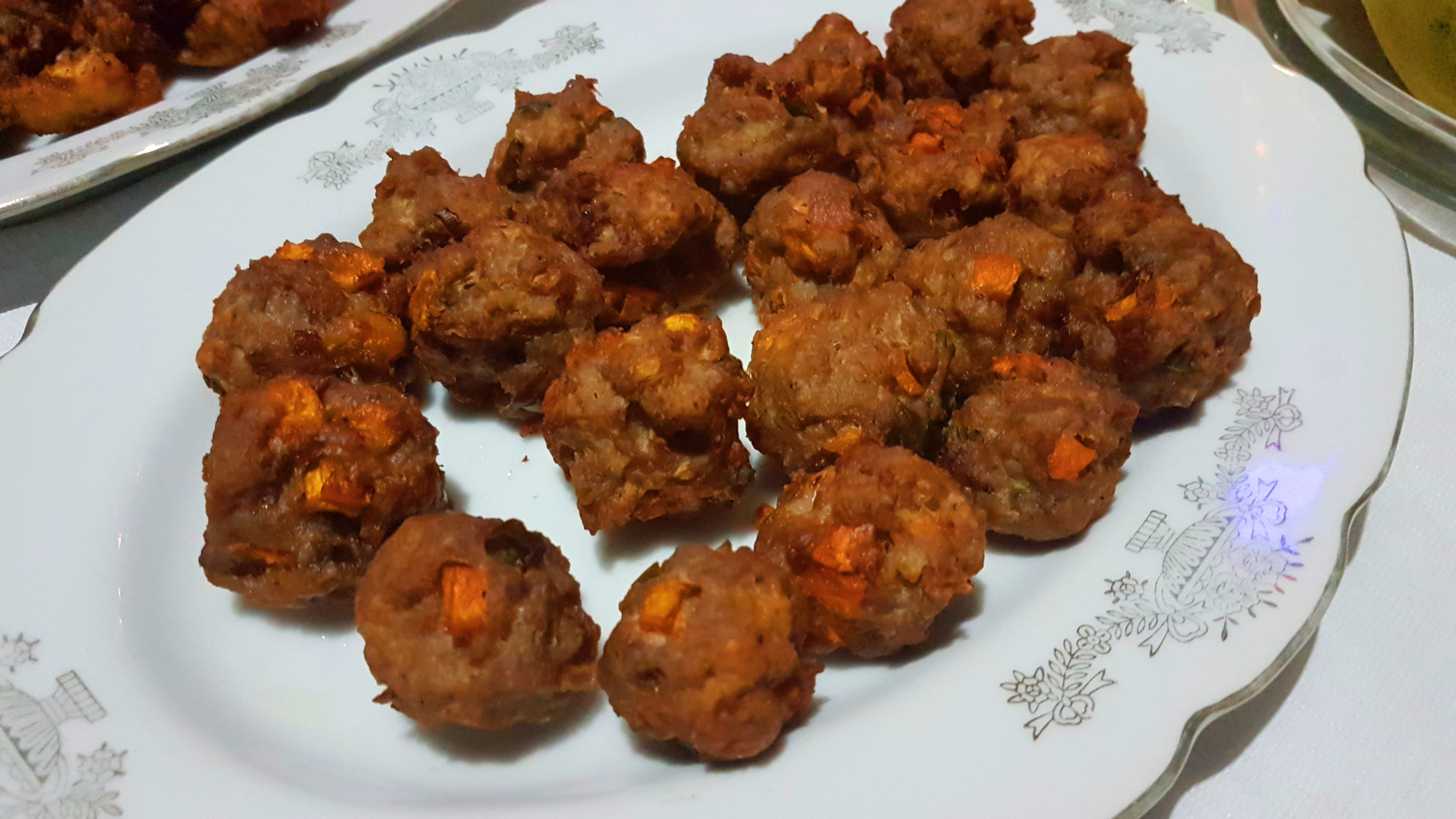
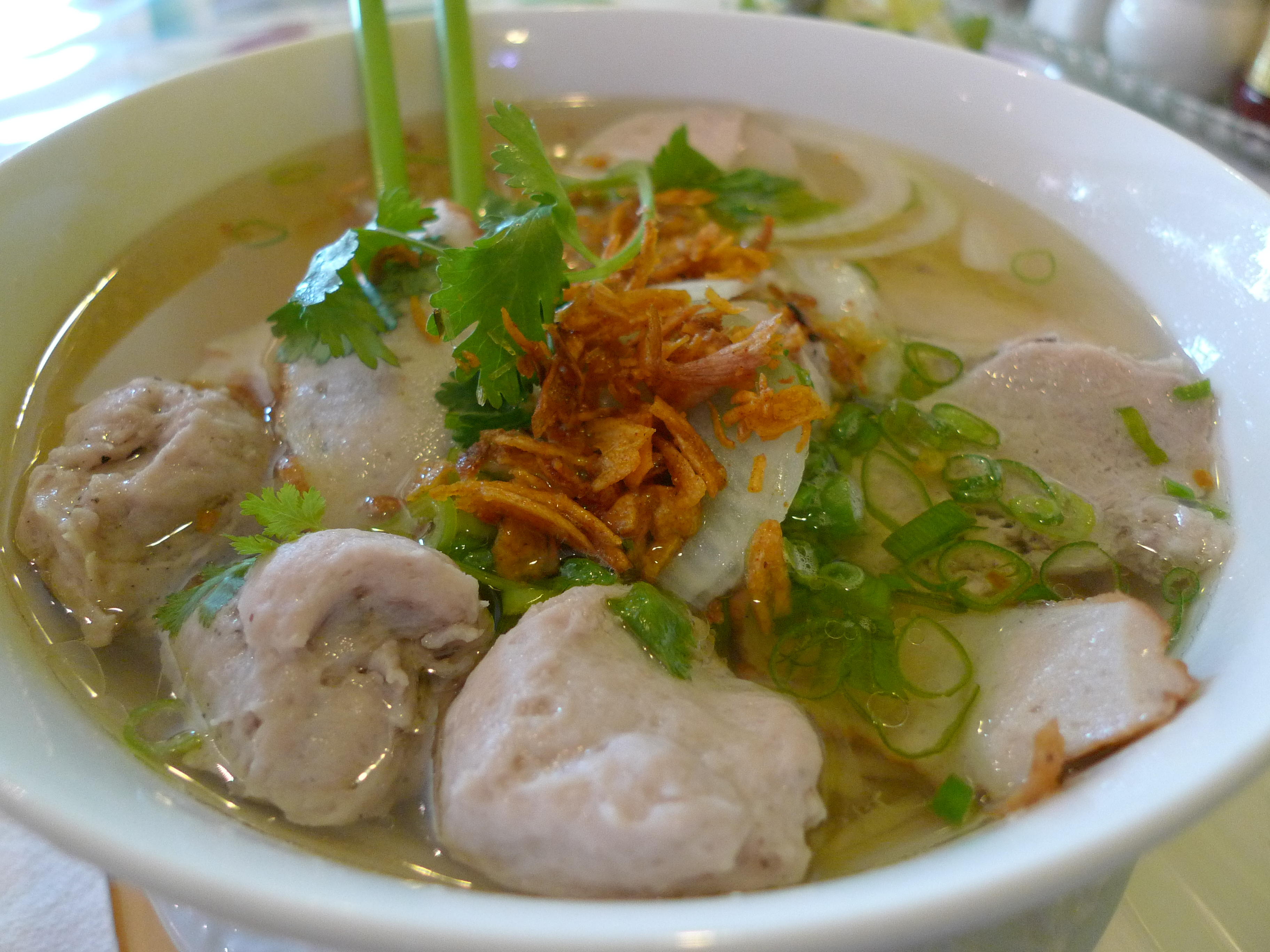
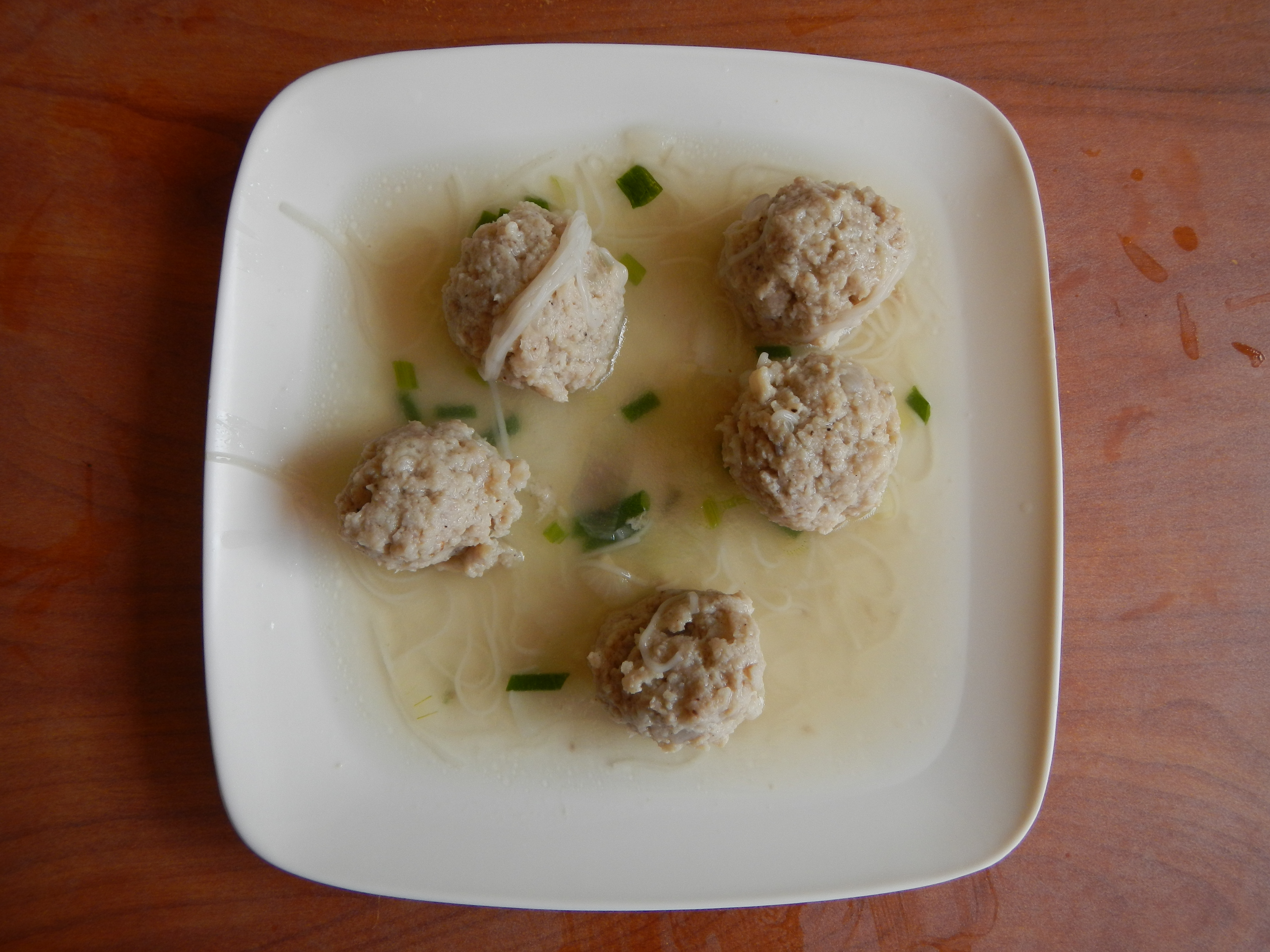
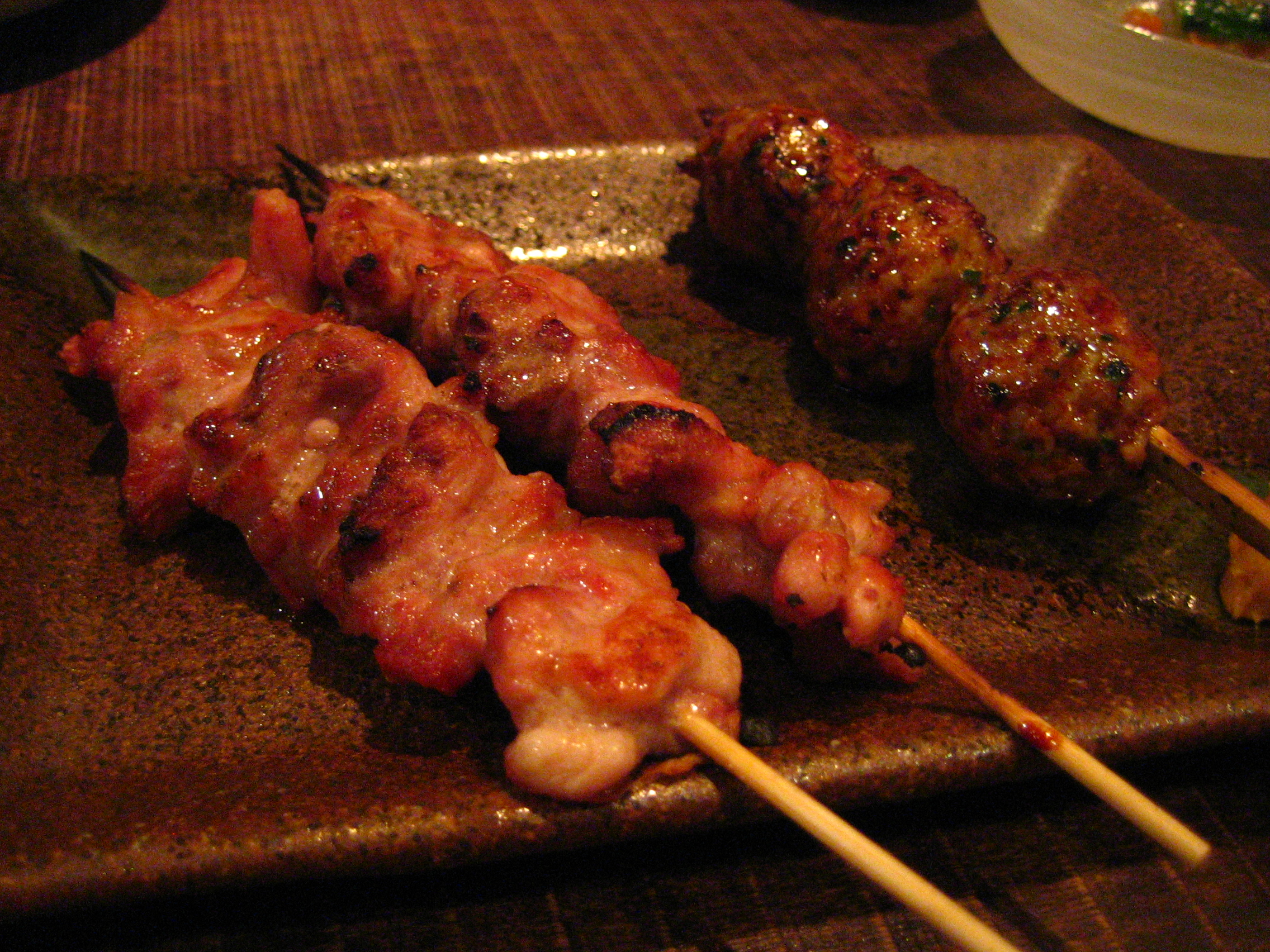